# Triviální název
Triviální název je název užívaný v běžném životě, v obchodě (jako obchodní název) a v literatuře mimo odborné publikace. Protikladem je systematický název, který svůj objekt systematicky popisuje nebo zařazuje.

## Triviální názvy v chemii
Triviální název chemické látky (sloučeniny) nemá vztah ke struktuře či složení sloučeniny, kterou popisuje, ale zpravidla vychází z jejího vzhledu, použití nebo vlastností a vznikl historicky.
Příkladem triviálních názvů jsou kuchyňská sůl, kyselina solná, salmiak, ocet, dřevný líh apod.
Triviální názvy jsou většinou velmi staré. Jejich stáří souvisí s délkou používání dané sloučeniny lidstvem. U mnohých jejich původ nejsme schopni zjistit, řada z nich pochází od alchymistů.
Systematický název, na rozdíl od triviálního, v maximální míře odráží strukturu látky, a to kombinací jazykových a grafických prostředků.
Triviální názvy chemických prvků a z nich vytvořené značky byly přijaty jako základ chemického názvosloví a systematiky. Do systému jsou zařazeny pomocí protonového čísla. Čistě systematické názvy byly přiděleny jen několika posledním prvkům periodické tabulky (od protonového čísla 112 výše; od listopadu 2016 jsou již všem 118 známým prvkům přiděleny konečné, triviální názvy).
Některé původně triviální názvy se staly součástí chemické nomenklatury. Typickým příkladem jsou názvy nižších alifatických uhlovodíků (methan, ethan, propan a butan) nebo jednoduchých aromatických uhlovodíků (benzen, naftalen). U řady obecně známých sloučenin, zejména v případech, kdy systematický název je příliš složitý, se i v odborné literatuře používá triviálních názvů (např. alifatické kyseliny, aromatické uhlovodíky, vícesytné alkoholy apod.). Použití triviálních názvů je také velmi rozšířené u látek přírodního původu, izolovaných z rostlin a živočichů (např. aminokyseliny, steroidy, terpeny, sacharidy aj.).

## Triviální názvy v biologii
Triviální názvy živočichů, hub a rostlin jsou základem biologického systematického názvosloví. V maximální míře z nich vytvořil Carl Linné dvojslovné názvy druhů a soustavu taxonomických kategorií. Podobným způsobem byly odvozovány i národní nomenklatury. Zejména rodové názvy, ale i některé názvy druhů nebo vyšších kategorií vycházejí z triviálních názvů živočichů, rostlin nebo hub. Množství synonymních názvů se však v systematické nomenklatuře uplatnit nemohlo. V některých případech si biologická systematika vynucuje posunout nebo jinak změnit význam původních triviálních názvů. Například triviální název „houba“ sice vychází z podobné struktury a konzistenci mořských hub a plodnic „mykologických“ hub, ale systematické názvosloví pro ně musí použít různé názvy.